# Commonwealth War Graves Commission
La Commonwealth War Graves Commission (CWGC) ou Commission des sépultures de guerre du Commonwealth est une autorité administrative indépendante (quango en anglais) responsable du dénombrement, de l'identification et de l'entretien des tombes des soldats des forces militaires des États du Commonwealth tombés lors des deux guerres mondiales et responsable de la construction de mémoriaux pour les soldats non identifiés. La CWGC porte ce nom depuis 1960, auparavant, elle se dénommait la Imperial War Graves Commission qui avait été fondée en 1917 à la suite de la Graves Registration Commission.

## Histoire

### Première Guerre mondiale

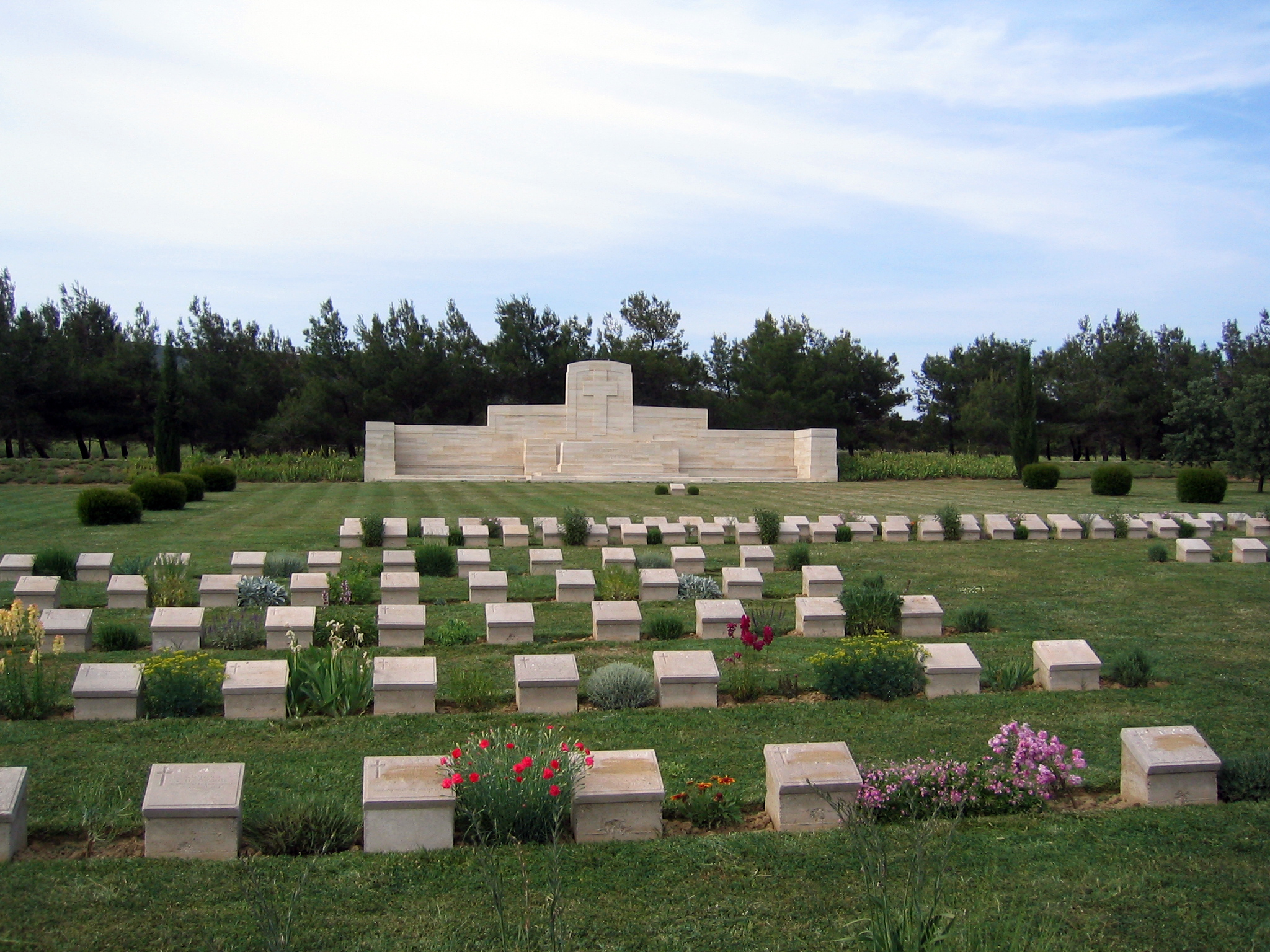
Le cimetière d'Azmak près de Suvla Bay, Turquie, où reposent les corps de soldats tombés lors de la bataille de Gallipoli.

Lorsque la Première Guerre mondiale éclate en 1914, Fabian Ware, responsable pédagogique en Afrique du Sud et membre du Rio Tinto Group, trouva qu'il était trop âgé pour rejoindre l'Armée britannique. Il avait alors 45 ans. Il usa de son influence auprès de son ami Alfred Milner pour obtenir le commandement d'une unité mobile de la Croix-Rouge. Il arrive alors en France en septembre 1914. Il fut alors frappé par l'absence d'une quelconque directive concernant l'identification des tombes des soldats tombés. Il se fixa pour but de remédier à cela en créant une organisation au sein de la Croix-Rouge. Cette organisation fut incorporée à l'Armée britannique en 1915. En octobre 1915, la nouvelle Graves Registration Commission avait enregistré plus de 31 000 tombes et 50 000 en mai 1916,.
L'organisation ne se contentait pas d'enregistrer les informations concernant les tombes mais répondait à de nombreuses demandes d'information ou des demandes de photos de tombes. En 1917, environ 12 000 photos avaient été envoyées. La guerre continuant son cours, Ware fut alors préoccupé par ce qu'allaient devenir ces tombes après le conflit. Il fit alors appel au roi Édouard VII avec l'aide duquel il soumit un mémoire à ce sujet à l'Imperial War Conference. Le 21 mai 1917, l'Imperial War Graves Commission est créée par charte royale avec le prince de Galles comme président et Ware comme vice-président, rôle qu'il tiendra jusqu'en 1948.
Un comité sous la direction de Frederic Kenyon, directeur du British Museum, présenta un rapport en novembre 1918 sur la manière dont les cimetières devaient être développés. Les décisions-clés de ce rapport étaient celles-ci : 
- les corps ne devaient pas être rapatriés ;
- les mémoriaux ne devaient présenter aucune distinction de classe entre les soldats.

Après un débat au Parlement le 4 mai 1920, les conclusions de Kenyon sont acceptées.

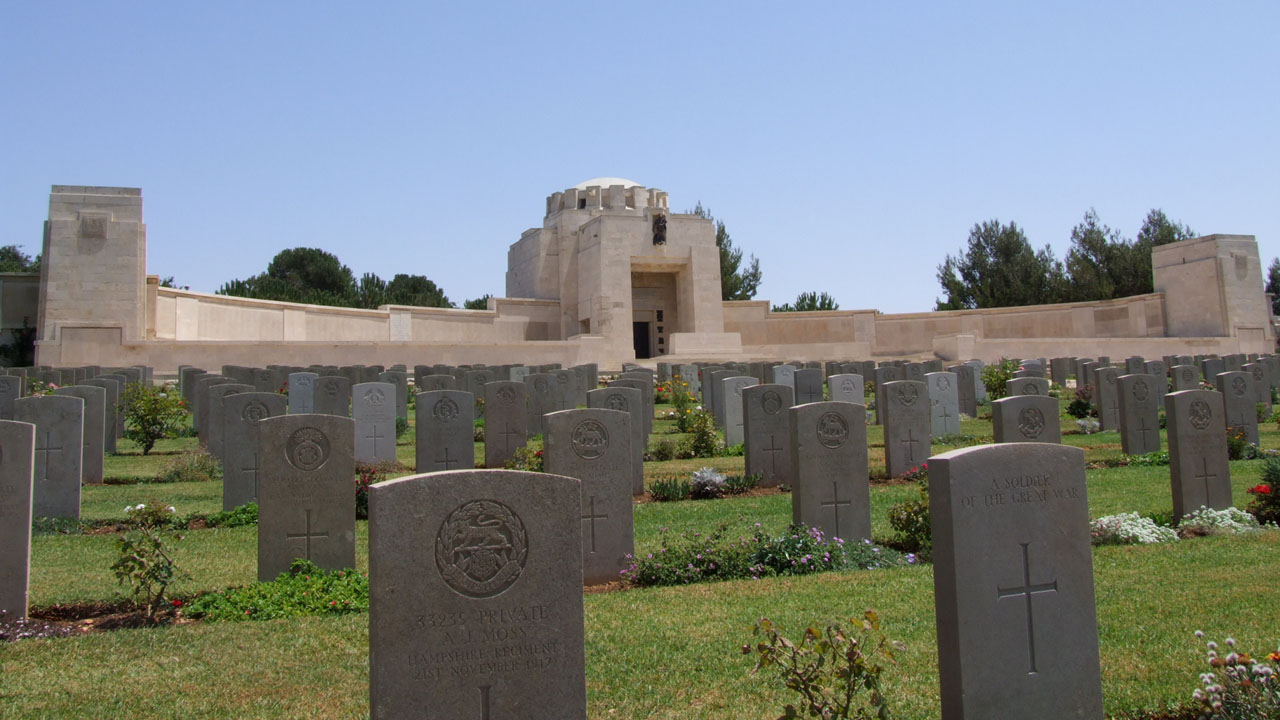
Le cimetière de guerre britannique sur le mont Scopus à Jérusalem.

Trois des plus grands architectes du moment, Herbert Baker, Reginald Blomfield et Edwin Lutyens ont reçu la mission d'imaginer les cimetières et les mémoriaux. Des essais de cimetière ont été construits en France (Le Tréport, Forceville et Louvencourt). Tous trois furent finis en 1920. Le cimetière de Forceville fut alors considéré comme le plus réussi avec les pierres tombales uniformes, la croix du Sacrifice de Blomfield et la pierre du Souvenir de Lutyens. C'est ainsi que fut établi le modèle de tous les autres cimetières.
À la fin de l'année 1919, la commission avait dépensé 7 500 livres sterling. Cela augmenta à 250 000 livres en 1920 lorsque la construction des cimetières et des mémoriaux s'est accrue. En 1923, 4 000 pierres tombales par semaine furent envoyées en France. En 1927, la majorité des constructions étaient achevées — plus de 500 cimetières avaient été construits avec 400 000 pierres tombales et 1 000 croix du Sacrifice. 
Dans certains cas, les petits cimetières furent fermés et les tombes transférées dans des cimetières plus grands qui furent agrandis lorsque les recherches sur les champs de bataille furent engagées. Au début de 1916, Ware prit contact avec les Jardins botaniques royaux de Kew afin de fleurir les cimetières. Le programme de construction des cimetières fut achevé en 1938.

### Seconde Guerre mondiale
En 1939, lorsque la Seconde Guerre mondiale éclate, la CWGC comportait une section pour l'enregistrement des tombes. Le nombre des civils tués étant fortement plus élevé que celui des civils tués lors de la précédente guerre, Winston Churchill donna son accord à Ware pour que la CWGC tienne un registre pour les civils du Commonwealth tués. Ce registre contenant approximativement 67 000 noms d'hommes, de femmes et d'enfants et fut conservé jusqu'en 1956 à l'abbaye de Westminster. Lorsque les Alliés libérèrent le nord de l'Europe, la majorité des cimetières de la Première Guerre mondiale n'avaient pas beaucoup souffert et les plantes retrouvèrent leur état d'avant-guerre en l'espace de trois ans. 
La Seconde Guerre mondiale a vu plus de 600 000 victimes pour l'Empire britannique et le Commonwealth. En 1949, le cimetière militaire canadien de Dieppe fut le premier à être achevé - plus de 350 000 tombes furent érigées. La brutalité de la guerre a fait que la construction des cimetières n'a pu s'achever avant les années 1960. 559 cimetières et 36 mémoriaux furent ainsi créés.
En France, le CWGC gère des tombes dans 2 945 cimetières, en grande partie situés dans les zones de combat de la Première Guerre mondiale, dans le Nord-Est de la France (il y en a aussi à Marseille, dans les Pyrénées ou encore en Corse). En effet, la culture britannique préfère que les sépultures se trouvent sur un lieu proche des décès, alors que les États-Unis choisissent plutôt de grands mémoriaux. De nos jours, il existe un seul officier d'exhumation habilité par le CWGC dans l'Hexagone, Paul Bird, qui parcourt le pays lorsque des restes sont mis au jour lors de travaux ou de cultures agricoles. Les corps sont déplacées à Beaurains (près d'Arras), dans un centre qui emploie 435 salariés (dont 12 % d'anglophones ; c'est le même lieu où sont fabriquées les stèles, envoyées dans les 153 pays comptant des cimetières du CWQC), identifiés avant qu'un rapport ne soit envoyé au ministère des Anciens combattants du pays étranger concerné. Le soldat est alors inhumé, sauf lorsque des expertises ADN sont demandées, évènement plutôt rare.

## Missions de la Commission des sépultures de guerre du Commonwealth
Basée à Maidenhead, la commission entretient le souvenir de 1,7 million d'hommes et de femmes ayant été au service du Commonwealth dans 150 pays du monde. Elle a construit et entretient 2 500 cimetières et s'occupe également de tombes de soldats du Commonwealth dans d'autres cimetières. Dans le monde sont recensés 23 000 cimetières et mémoriaux dans lesquels reposent des soldats du Commonwealth dont plus de 12 000 se trouvent au Royaume-Uni.
Les six nations membres sont l'Australie, le Canada, l'Inde, la Nouvelle-Zélande, l'Afrique du Sud et le Royaume-Uni. Le dominion de Terre-Neuve était un membre fondateur mais est sorti de l'alliance lors de son rattachement au Canada en 1949. Le Président de la CWGC est le prince Edward, duc de Kent.
En plus de commémorer les forces du Commonwealth, la CWGC maintient 40 000 tombes de guerre d'autres nationalités et plus de 25 000 sépultures de guerre non militaires et civiles.
Les cimetières les plus vastes se trouvent en France et en Belgique et furent construits après la Première Guerre mondiale. Mais il y a également des cimetières au Moyen-Orient et en Irak à la suite des batailles contre l'Empire ottoman durant cette même guerre. On trouve également des cimetières en Afrique du Nord, en Extrême-Orient et en Italie en ce qui concerne la Seconde Guerre mondiale. Le plus grand cimetière de la CWGC se trouve au nord d'Ypres, c'est le cimetière de Tyne Cot qui rassemble 12 000 tombes. Le plus petit cimetière se trouve à Skyros en Grèce où repose seul le corps du poète Rupert Brooke. Les mémoriaux ont été construits pour commémorer les soldats non identifiés. Le plus grand d'entre eux est le mémorial britannique de Thiepval qui mesure 45 mètres de haut où sont inscrits les noms de 72 000 soldats disparus lors de la bataille de la Somme
Le projet a été lancé de photographier les tombes et les mémoriaux de toutes les personnes tombées de 1914 à aujourd'hui. Le projet est porté par le British War Memorial Project (en) en collaboration avec la CWGC et le ministère de la Défense.
Près d’Arras, dans le Pas-de-Calais, le CWGC Experience permet de constater depuis juin 2019 comment les agents basés à Beaurains interviennent parfois sur le territoire français, et pour la majorité pour les cimetières du monde entier.

## Architecture

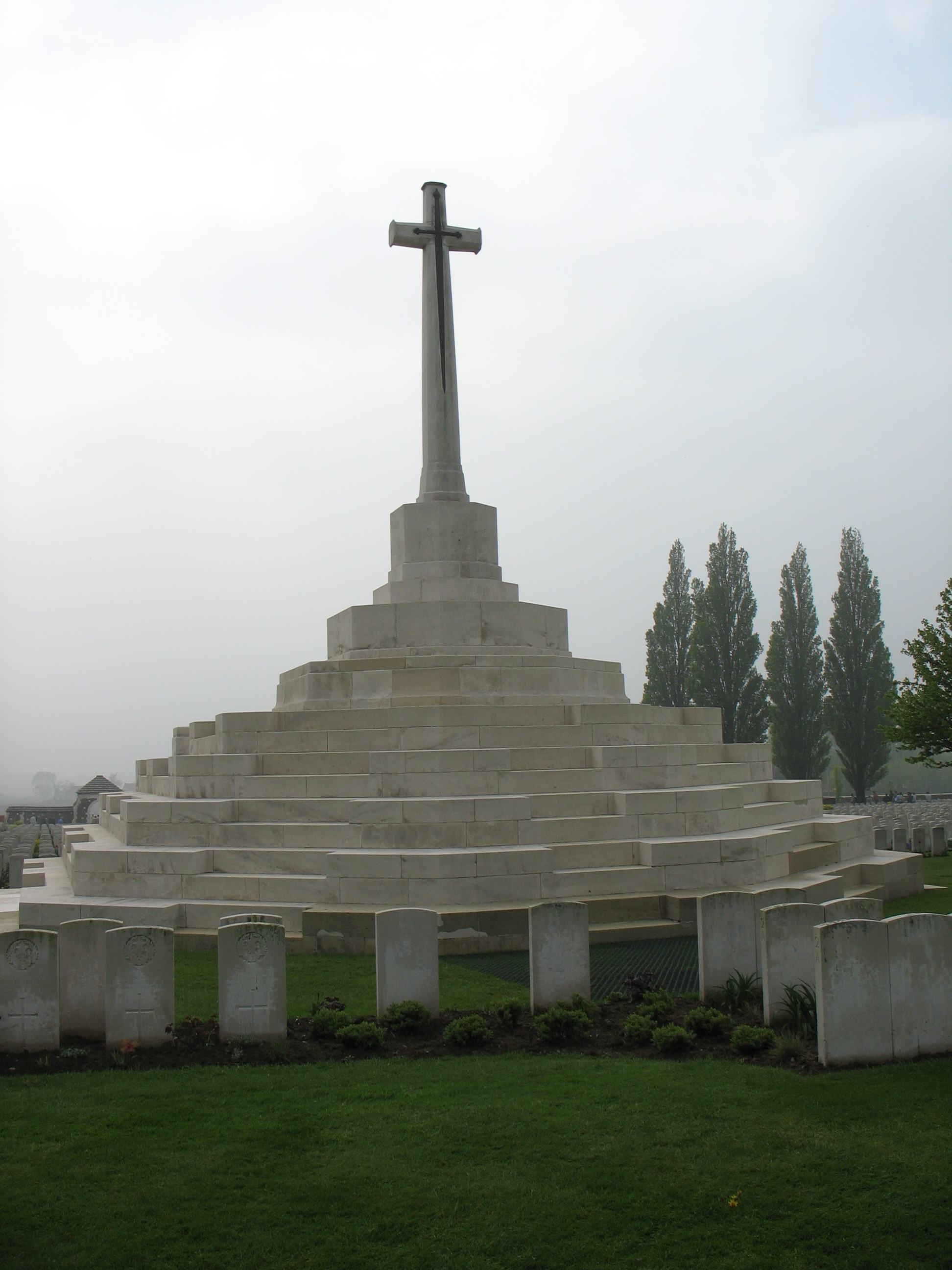
La croix du Sacrifice.

Chaque cimetière est ordonné en rangées de pierres tombales blanches, pierre dite de Portland du nom de sa provenance et qui s'avère être une craie. Contrairement aux tombes françaises et allemandes, ce sont des rectangles dont les bords supérieurs sont arrondis, et non des croix. chaque pierre est marquée du signe d'appartenance à une confession. Si le mort n'avait pas de religion, aucun symbole religieux n'est gravé sur la pierre. Les pierres sont marquées avec le nom, le rang et les armes de l'unité du soldat.

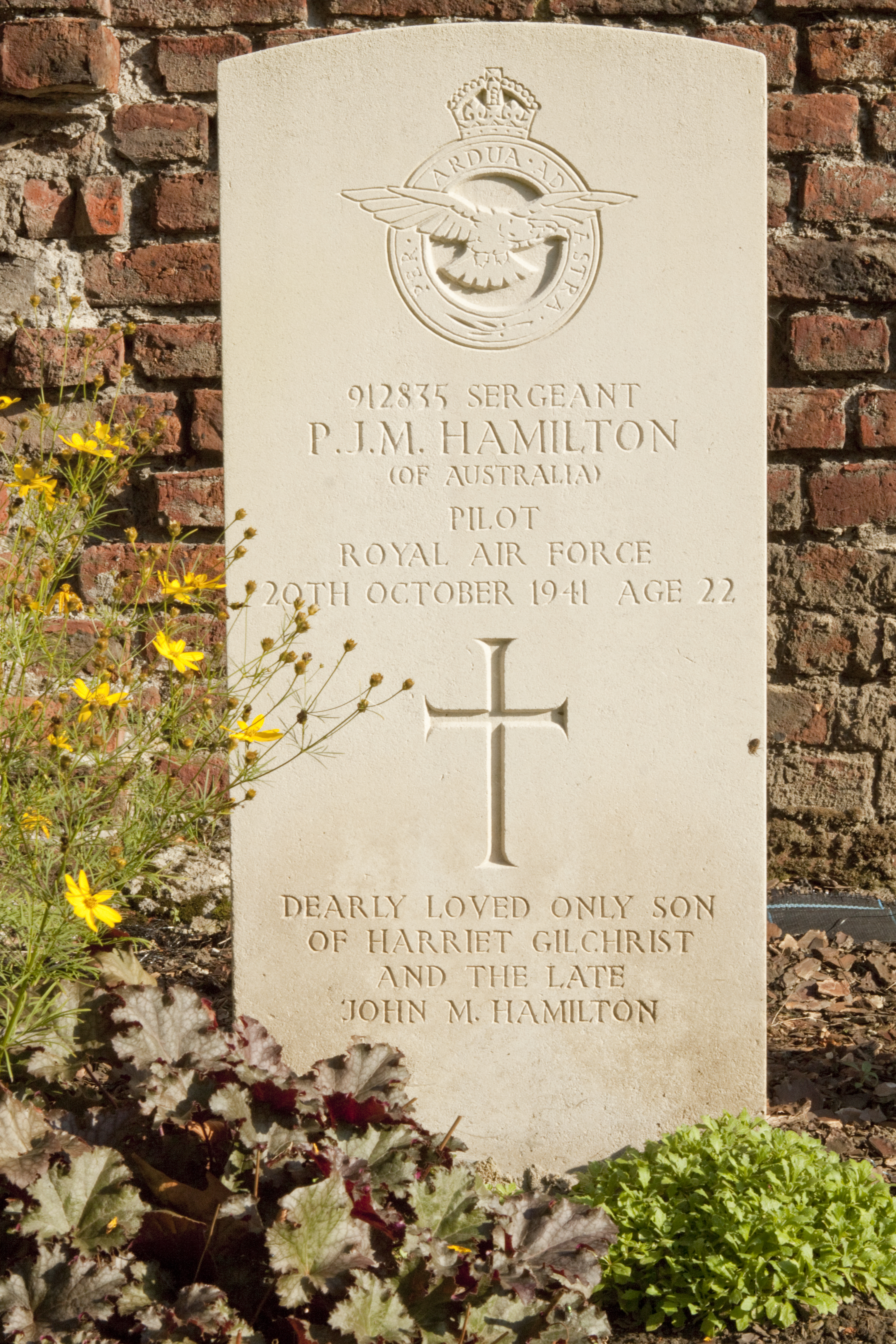
Tombe de soldat britannique.

Les tombes des soldats non identifiés portent le peu de renseignements que l'on a pu trouver alors sur le champ de bataille "A Soldier of the Great War" ou "A Soldier of the Second World War" ou "Known unto God" (Seulement connu de Dieu), une phrase proposée par Rudyard Kipling.
Certaines pierres tombales portent une mention supplémentaire que les familles ont faite apposer. Dans le cas de la Première Guerre mondiale, les familles ont dû payer pour cela 3½ penny pour chaque lettre, ce qui représentait à l'époque une somme importante.

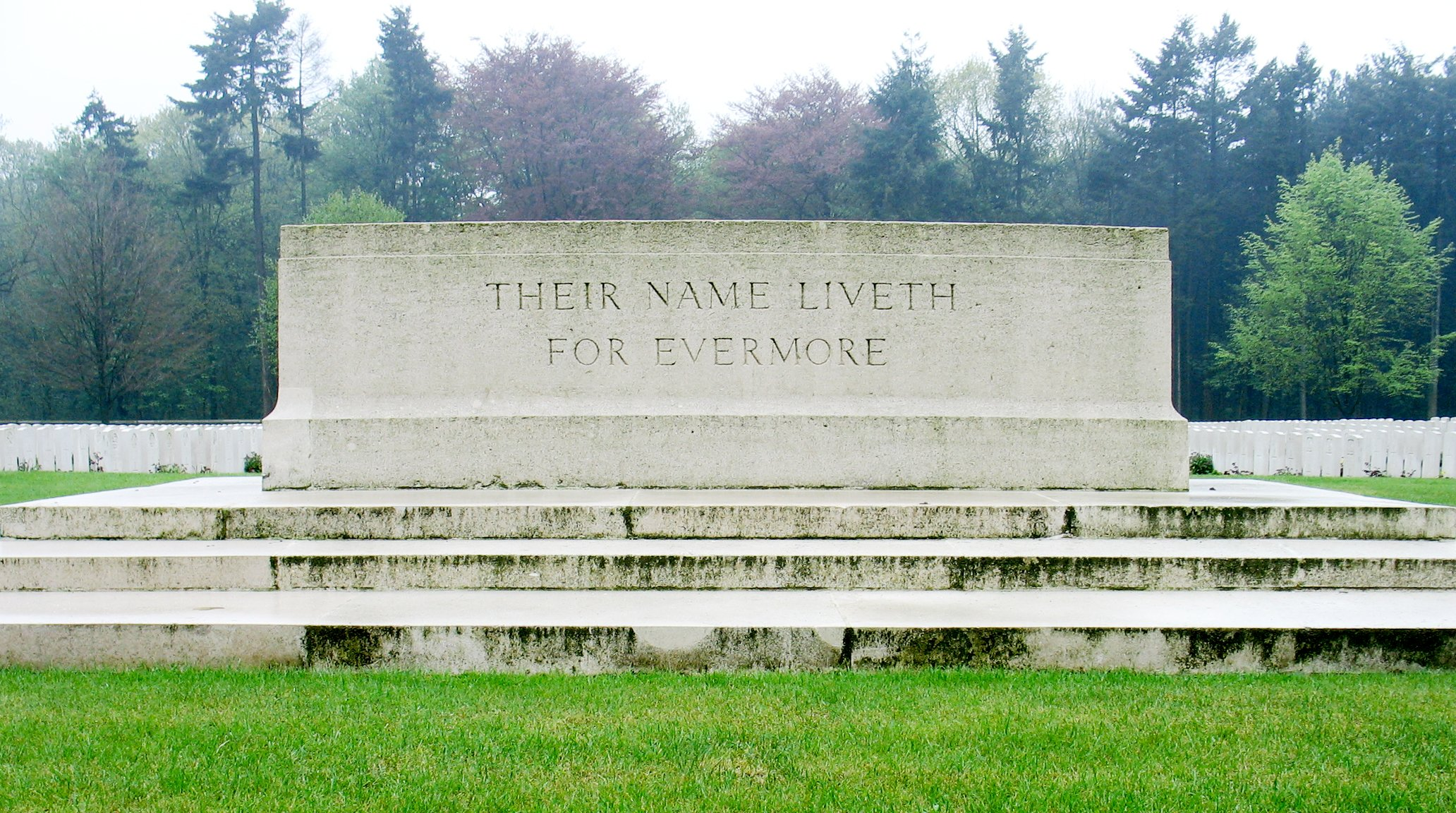
La pierre du Souvenir.

Les cimetières sont généralement entourés d'un petit mur en briques avec une entrée décorative. Certains ont la même sculpture en calcaire appelée la « croix du Sacrifice » qui a été dessinée par Reginald Blomfield. Cette dernière peut avoir une hauteur variant de 4,5 à 9 mètres selon l'importance du cimetière. Si le cimetière contient au moins 1 000 tombes, une « pierre du Souvenir » (Stone of Remembrance) est érigée. Cette dernière a été créée par Edwin Lutyens et porte l'inscription tirée de l'Ecclésiaste : « Leur nom vivra à jamais » (Their Name Liveth For Evermore). Toutes les pierres du Souvenir font 3,5 mètres de long et 1,5 mètre de haut avec trois marches pour y accéder. Dans chaque cimetière est apposée une plaque expliquant lors de quelle guerre sont tombés les soldats et donnant quelques éléments historiques. Les visiteurs peuvent laisser un message dans le livre d'or et un registre répertorie chaque tombe.
Dans la péninsule de Gallipoli et en Extrême-Orient, les cimetières ont une configuration légèrement différente. Pour empêcher les constructions de s'enfoncer dans le sol humide, les tombes sont constituées de plaques en pierre et non de pierres tombales debout et la Croix du Souvenir est construite dans le mur.

## Horticulture
Les cimetières de la CWGC laissent une place très importante à l'horticulture. À l'origine, cela devait procurer au visiteur et au parent du défunt une atmosphère plus propice au recueillement, contrairement au reste des cimetières d'aspect lugubre. Les architectes ont été aidés dans leur tâche par les Jardins botaniques royaux de Kew. Lutyens collabora avec Gertrude Jekyll pour créer de véritable Jardins du Souvenir. 
Là où cela est possible, des plantes du lieu pour une harmonie accrue. Les carrés autour des tombes sont plantés d'un mélange de roses floribunda et de plantes vivaces et des variétés plus petites sont plantées devant les tombes pour éviter de cacher les inscriptions et par temps de pluie pour éviter que la terre du sol ne vienne salir la pierre tombale.

## Financement
L'œuvre de la CWGC est principalement financée par les subventions des gouvernements des six États membres. En 2004-2005, ces subventions s'élevèrent à 38,9 millions de livres. La contribution de chaque pays est proportionnelle au nombre de tombes à entretenir :
| Pays                                         | Montant des subventions (£ m) | % du total |
| -------------------------------------------- | ----------------------------- | ---------- |
| Royaume-Uni                                  | 30,5                          | 78,4       |
| Canada                                       | 3,9                           | 10,1       |
| Australie                                    | 2,4                           | 6,1        |
| Nouvelle-Zélande                             | 0,8                           | 2,1        |
| Afrique du Sud                               | 0,8                           | 2,1        |
| Inde                                         | 0,5                           | 1,2        |
| Sources : Commonwealth War Graves Commission |                               |            |

## Vandalisme
Les cimetières de la CWGC sont généralement respectés et les actes de vandalisme sont rares. Lorsqu'ils se produisent, ils ont un écho dans les pays du Commonwealth. Par exemple le 9 mai 2004, 33 tombes ont été démolies dans le cimetière de Gaza (qui en contient 3 691) en représailles contre le scandale de la prison d'Abu Ghraib, bien que ce scandale concernât l'Armée américaine.
Des accusations de vandalisme par les nazis avaient été relevées lors de la victoire de la bataille de France. Le 22 juin 1940, Adolf Hitler visita le mémorial de Vimy pour montrer que ce dernier n'avait pas été vandalisé ou détruit par des troupes allemandes.

## Exemples de monuments et cimetières entretenus par la CWGC
- Le mémorial de Thiepval dédié aux disparus de la bataille de la Somme
- Le mémorial de Ploegsteert consacré aux soldats disparus dans la bataille d'Ypres
- Le Mémorial britannique de Normandie en l'honneur des soldats tués sous commandement britannique pendant le débarquement et au début de la bataille de Normandie ; inauguré en 2021
- Trois cimetières sur le Chemin de fer de la mort
- Voormezele Enclosures (Belgique)
- Cimetière militaire germano-britannique de Saint-Symphorien, près de Mons en Belgique, donné en concession par la famille Houzeau de Lehaie
- Cimetière militaire Taiping à Perak et cimetière de Labuan en Malaisie
- Le mémorial et le Cimetière de guerre de Kranji à Singapour
- Le mémorial d'Ottawa au Canada
- Cimetières de Hong Kong à Sai Wan et à Stanley
- Cimetière de Stanley dans les îles Malouines
- Le cimetière britannique de Bilbao en Espagne

## Pour approfondir